# الین (آرکانزاس)
الین، ارکانساس (به انگلیسی: Alleene, Arkansas) یک منطقهٔ مسکونی در ایالات متحده آمریکا است که در آرکانزاس واقع شده‌است.

## خصوصیات
الین ۱۰۳٫۰۲ متر بالاتر از سطح دریا واقع شده‌است.